# Abramová
Abramová je obec na Slovensku v okrese Turčianske Teplice. Žije zde necelých 200 obyvatel.

## Historie
První písemná zmínka o obci pochází z roku 1400. V obci se také nalézá kostel svatého Kosmy a Damiána z roku 1375 v raně gotickém stylu, který byl v 17. století přestavěn.
Okolo roku 1900 měla tato malá obec mezi 70–100 obyvateli, v 80. letech 20. století pouze 29 obyvatel a na konci roku 2007 celkem 148 obyvatel.

## Geografie
Obec leží na úpatí Malé Fatry v jihozápadní části Turčianské kotliny v nadmořské výšce 478 metrů a její katastr pokrývá 12,636 km2.

## Rodáci
- Ján Ladislav Polerecký – major, který koncem 18. století bojoval v armádě generála Washingtona v americké válce za nezávislost
- Ján Červeň – spisovatel
- Rasťo Piško – spisovatel, humorista